# كيركولا
كيركولا، (بالإنجليزية: Cercola)‏، (بلدية) في مدينة نابولي متروبوليتان، في إقليم كامبانيا الإيطالي، وتقع على بعد حوالي 9 كم شمال شرق نابولي.

## السكان
في سنة 1861 بلغ عدد السكان 1٬756 نسمة، وتطور العدد ليصل في سنة 2011 لـ 18٬128 نسمة.
يظهر هذا المخطط البياني تطور النمو السكاني لـ كيركولا

## أعلام
- دومينيكو كريتشيتو
- أنطونيو رومانو
- غيتانو فيلانجيري
- فاليريو أموروزو